# Common Desktop Environment
Cómmon Desktóp Envíronment (CDE) — (укр. Коммон Десктоп Енвайромент, загальний простір робочого середовища) робоче середовище для UNIX-подібних операційних систем.

## Історія
Sun, HP, IBM и USL анонсували CDE в червні 1993, в межах спільної ініціативи  Common Open Software Environment (COSE). Початкова версія середовища була реалізована на основі VUE (Visual User Environment) корпорації HP, яка в свою чергу була вдосконаленням Motif Window Manager. IBM привнесла модель Загального Доступу Користувачів (англ. Common User Access model) та командний інтерпретатор (англ. Workplace Shell). Novell використала компоненти робочого середовища і технології масштабованих системи, взяті з UNIX System V. Sun додала ToolTalk фреймворк та порт DeskSet (пошта і календар з OpenWindows середовища).

В вересні 1995 Common Desktop Environment (CDE) та Motif Window Manager об'єдналися в єдиний проєкт — CDE/Motif.

До 2000 року CDE розглядався як стандарт де-факто для користування в UNIX-десктопах. Поряд з цим відбувався розвиток вільних просторів робочого середовища, таких як KDE та GNOME.

## Операційні системи, що використовуютьCDE
- AIX (IBM)
- Digital UNIX / Tru64 UNIX (спочатку Digital Equipment Corporation, зараз Hewlett-Packard)
- HP-UX (Hewlett-Packard)
- OpenVMS (спочатку Digital Equipment Corporation, зараз Hewlett-Packard)
- Solaris та Trusted Solaris (Sun Microsystems)
- UnixWare (Univel)
- IRIX (SGI, стандартне робоче середовище — 4Dwm, містить код Motif widget toolkit)